# Distretto di Dubno
Il distretto di Dubno (in ucraino Дубенський район?, Dubens'kyj rajon) è un distretto nell'oblast' di Rivne  in Ucraina. Il suo centro amministrativo è la città di Dubno. Ha una popolazione di 165 911 abitanti.
Il 18 luglio 2020, come parte della riforma amministrativa dell'Ucraina, il numero di distretti dell'oblast di Rivne è stato ridotto a quattro e l'area del distretto di Bubno è stata notevolmente ampliata.